# 南京西站
南京西站是位于中国江苏省南京市鼓楼区的火车站，又称下关站。1908年建成投用，当时称南京站，是沪宁铁路终点站。1968年南京长江大桥建成后，配套建设了新的南京站，原南京站改为南京西站。现在的南京西站是宁铜铁路起点站，有六座港湾式月台。

## 历史

### 早期历史

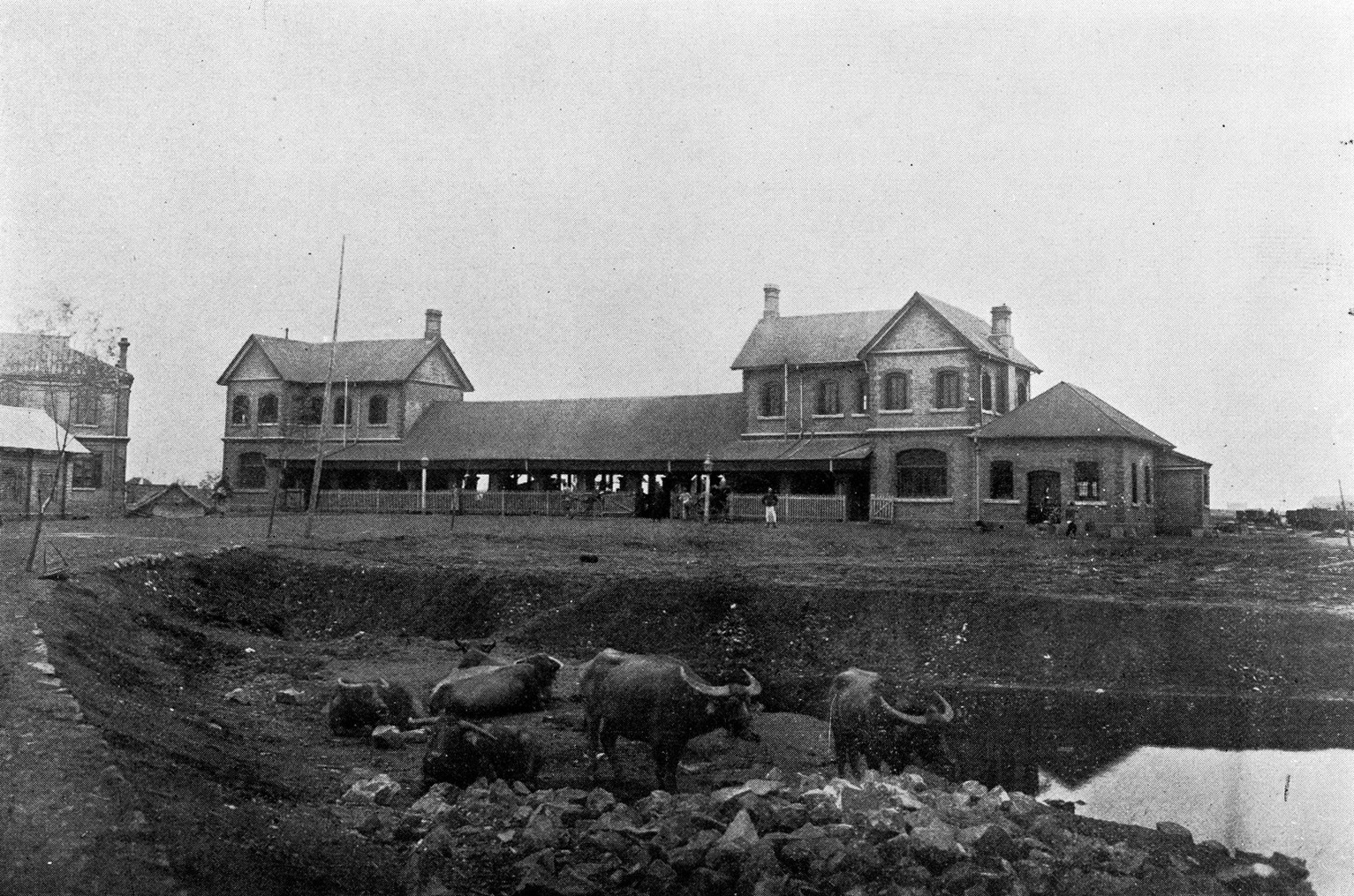
建成初期的车站站房

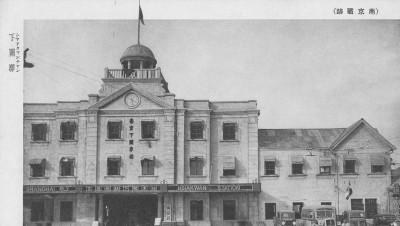
1930建成的下关车站站房

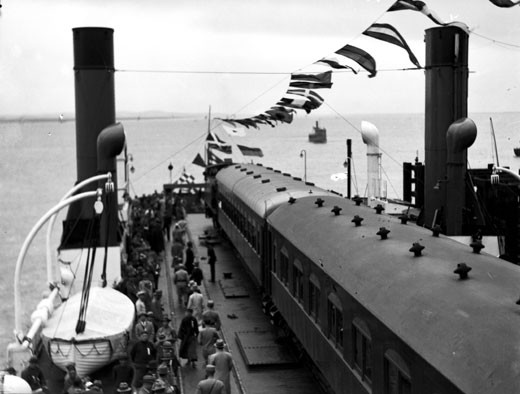
1930年代的铁路轮渡

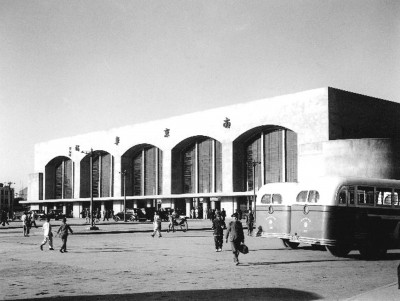
1947年建成的车站站房

南京西站于1905年开始建设，1908年7月建成投入使用，命名南京车站，是南京最早的火车站。根据《申报》的报道，在南京西站的通车典礼上“中西官绅到者甚多，颇极一时之感”。同年12月15日，沪宁铁路全线通车。当时的车站根据英国铁路车站“一等站屋”规格设计，共设有站房18间，候车室两间，总面积530平方米。站场设有月台三座，到发线总长469米。此外车站管辖江边货场:218。车站建成后，与江北浦口站间的人流、物流通过轮渡接驳。
车站在建成后经历了许多历史事件，如1912年元旦，孙中山由此站进入南京并宣誓就任中华民国临时大总统。此外，1927年北伐战争期间，军阀孙传芳也由此逃离。

### 下关车站
1930年，通往下关的热河路修筑完成。由于原南京车站过于老旧，已不再适应当时不断增长的客货运量，国民政府决定投资9万余元在惠民河东异地重建该站，定名下关车站，同时新建铁路轮渡以缓解沪宁-津浦直通人、物流中转不便的状况。新站于1931年建成，新站房面积850平方米，全部采用柳安木料，外墙中部及两翼皆使用花岗石。其中中间主楼3层，设有椭圆形候车室，楼顶中央有园亭，并由两侧山形屋架连接屋顶；主楼两侧设有2层附楼，设有三等、四等候车室。而站台到发线长度则分别延长至400米、430米、450米。该站房于1937年日军占领南京时被破坏:218。南京铁路轮渡于1933年10月22日正式通航，从此直通列车通过岸边栈桥即可上船过江。日军占领南京期间，渡轮由华中铁道管理并更名“南京航送”。
1945年车站复名南京站:218，并由京沪铁路管理局管辖。1947年国民政府投资90余亿原重建站房。新的站房由基泰工程公司的建筑师杨廷宝设计，徐顺兴负责建造。新站房于当年完工，并由于右任题写站名。1948年，车站新建站台1座。1949年第二次国共内战后期，国民政府在撤出南京时炸毁了该站站房的候车室:218。
1950年，中华人民共和国政府拨款对该站进行了修复，同时将站房阁楼用作上海铁路局南京铁路分局机关，货运则集中在江边货场办理。1958年9月，车站在宋家埂地区（现工农新村）修建规模19股道的调车场，同时增加轮渡南岸站配线25股。1960年12月，面积2.7万平方米的建宁路货场建成启用，开始分担江边货场的货运业务:218。

### 长江大桥投用后
1968年9月南京长江大桥和新的南京站投入使用后，车站更名为南京西站且下辖的建宁路货场划归新南京站管理。1973年尧化门编组站扩建后建宁路货场复归本站管理:218。作为南京长江大桥和新的南京站启用的后续影响，南京西站的客流量开始下降，而南京铁路轮渡则于同年5月停航。
1987年，车站为解决笨重零担货物的装卸问题，在建宁路货场北侧的郭家山地区新建面积3.15万平方米的笨重零担货场；1991年又在建宁路货场内开辟集装箱场。同年，车站对原西运转场和东运转场进行改造，利用原东运转场地块，将原西运转场的客车到发线长度延长958米并合并两个运转场为宁西客场，于12月20日竣工:266。
南京西站在铁路运输中的地位在南京长江大桥和南京站投用后已经大不如从前，2012年，根据江苏省第十一届人民代表大会第五次会议南京代表团分组讨论会上透露的信息，南京西站的货场搬迁将实行“先建后搬”，新址选定在南京东站附近。上海铁路局称，考虑到南京市人民政府实施市政改造的需要，决定自2012年3月25日起至另有通知时止，临时停办该站客运业务。3月20日起，在南京西站始发、终到的列车陆续改在南京站始发、终到。消息一经传开，许多南京市民前往中华门站乘坐7102次列车前往南京西站为该站“送别”，单次旅客发送量多达1500多人。2012年3月25日晚，开往厦门的K161次列车离开南京西站后，南京西站客运业务中止。
2015年末，南京西站搬迁计划浮出水面。根据南京市与上海铁路局的协商。原南京西站区域，包括站房，站场，大龙池列车存车场，宋家梗调车场以及南京东机务段南京西运用车间将在近期移交给南京市地方，并利用灯泡线改造成为城市有轨电车，南京西站站房和站台铁轨将被保留并维修建成南京铁路博物馆。
现有站场西侧的铁路存车线和机务段，将搬迁至站场东部的郭家山地块，规模缩小一半。保留6条存车线，机务段保留主要整备车间，其余迁移至尧化门的南京东机务段总部。2016年6月，尧化门货场开始建设，占地984.6亩，工期大约18个月，后于2018年3月30日投入使用，同时南京西站的集装箱运输业务转由尧化门货场办理。

## 车站结构

### 客场

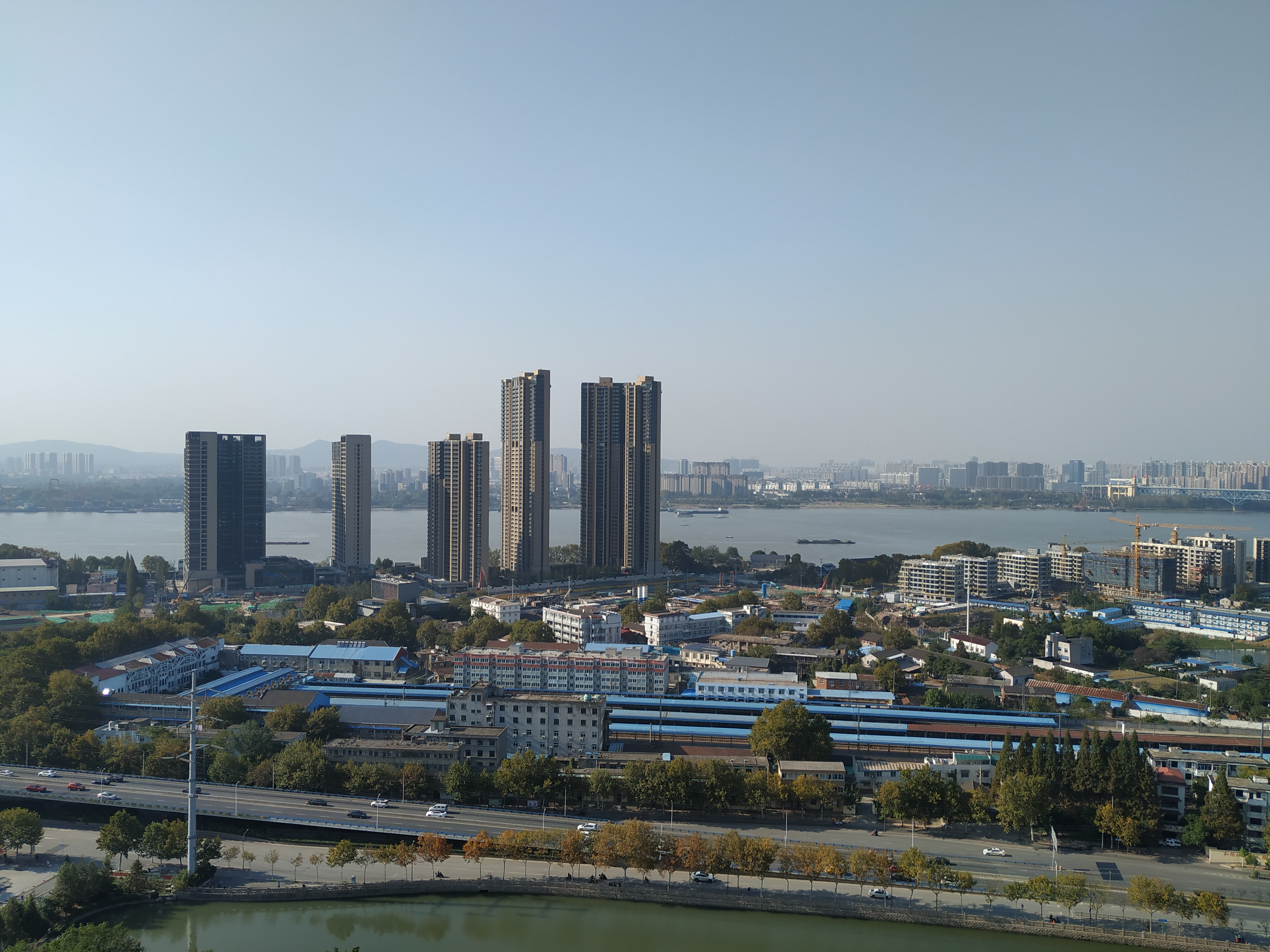
客场俯瞰（2018年）

南京西站客场又被称为宁西客场，位于整个站场的西南侧。除了旅客站台外，客场还包括轮渡封存线和其他线，共设有42条股道，并设有专用线通往上海铁路局南京东机务段南京西整备车间、南京工务段、下关电厂等8家单位。
宁西客场设有4座旅客站台，7条到发线，4座站台被总面积1429平方米的雨棚覆盖:219。客场旁为南京东机辆段南京车辆运用车间（原合肥车辆段南京西客车整备所），主要为南京站始发终到的普速列车进行整备、检修、调配作业。南京站终到的普速列车到站后会回送至本站进行整备，并在开车前回送至南京站；而列车的客运乘务员亦在本站出退乘。

#### 站房
南京西站的站房建于1947年，由杨廷宝设计，日后历经多次改造。车站站房呈“U”形将车站客场半包围，面积1.87万平方米。其中主楼位于客场西侧、股道末端，宽75.6米、纵深17米、高15米共三层。西侧外立面设有五孔13米高的大拱门作为进站口，内设有面积2213平方米的候车室、面积180平方米的软席候车室和面积91平方米的母子候车室，最多可同时容纳4000余名旅客候车。主楼南北两侧为高2层的附楼。南附楼设506平方米行李房和售票处，并设有检票口及辅助出入口各1个；北附楼为贵宾室、邮件用房以及出入口:219。
南京西站站房目前已不办理客运业务，目前为南京客运段的机关所在地。

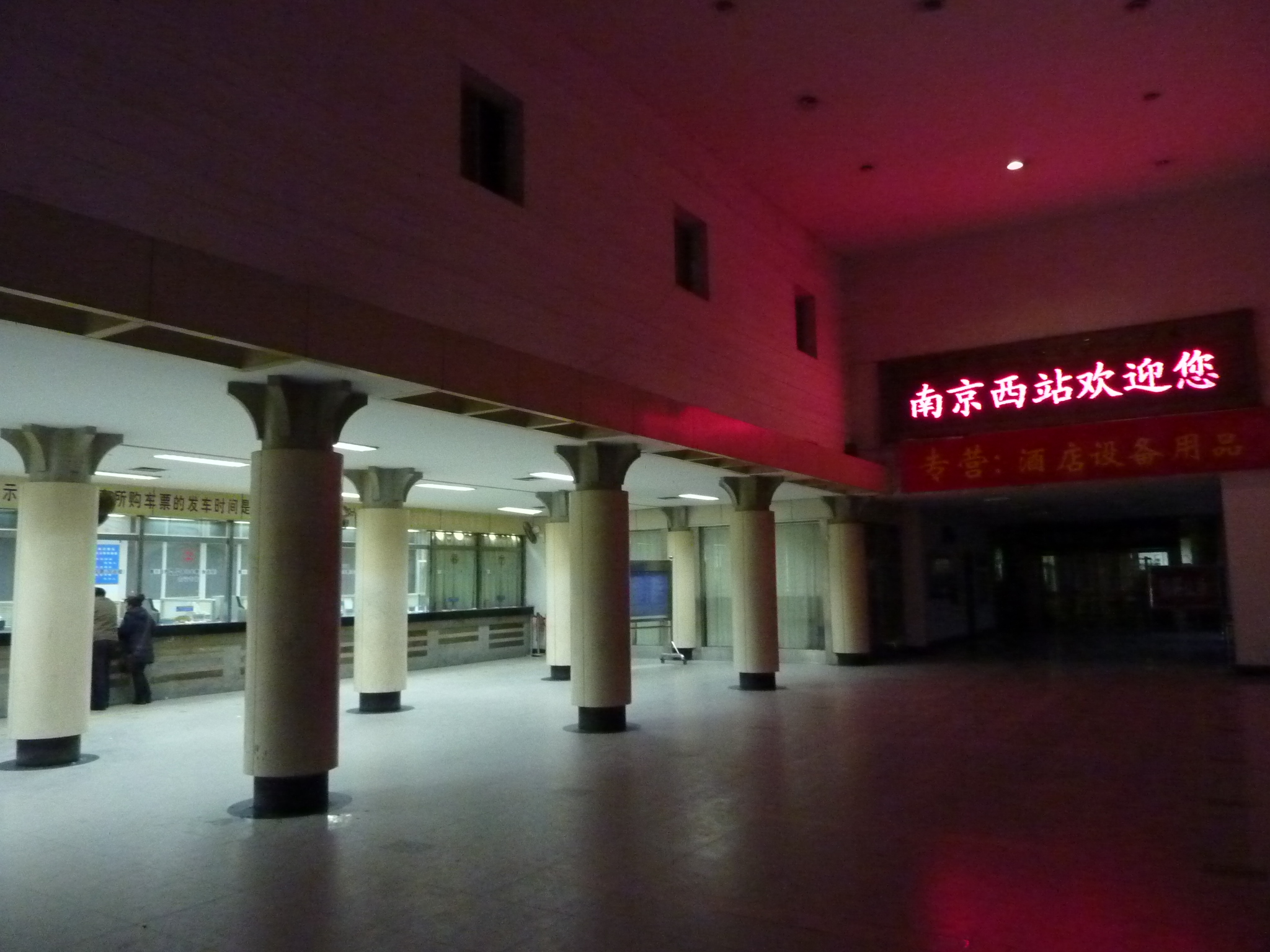
售票处（2011年）
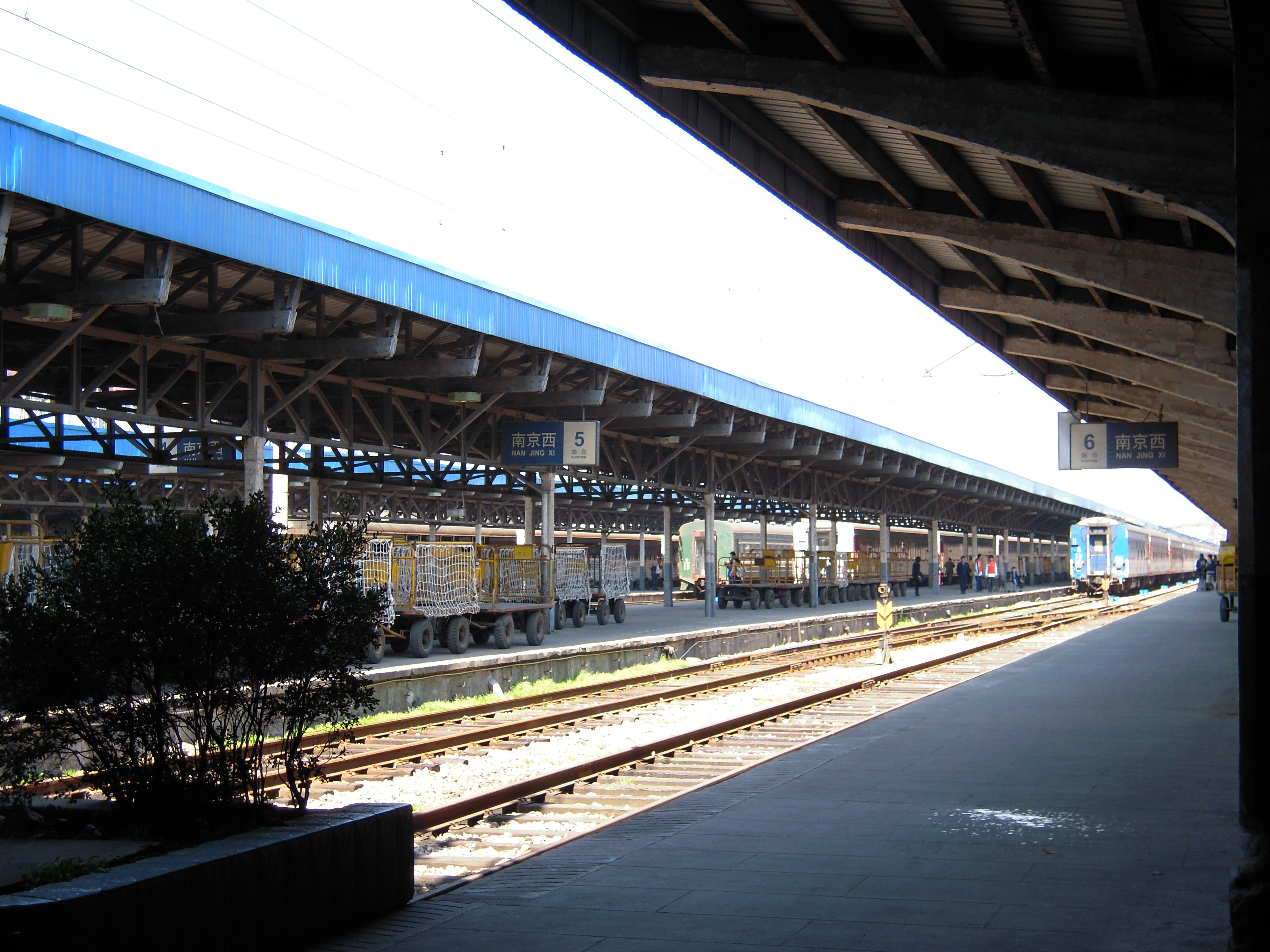
车站站台（2012年）
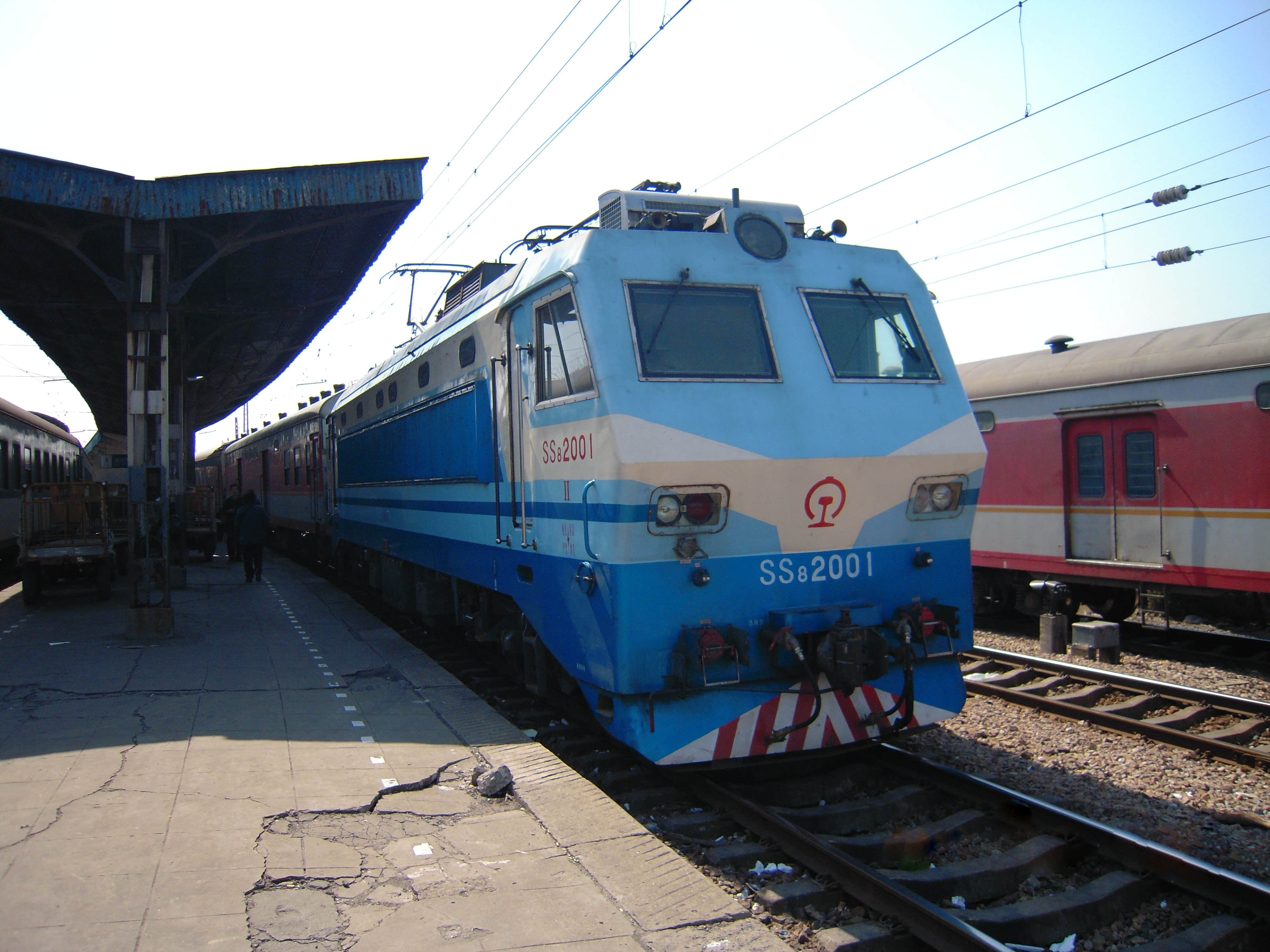
列车停靠在站台（2012年）
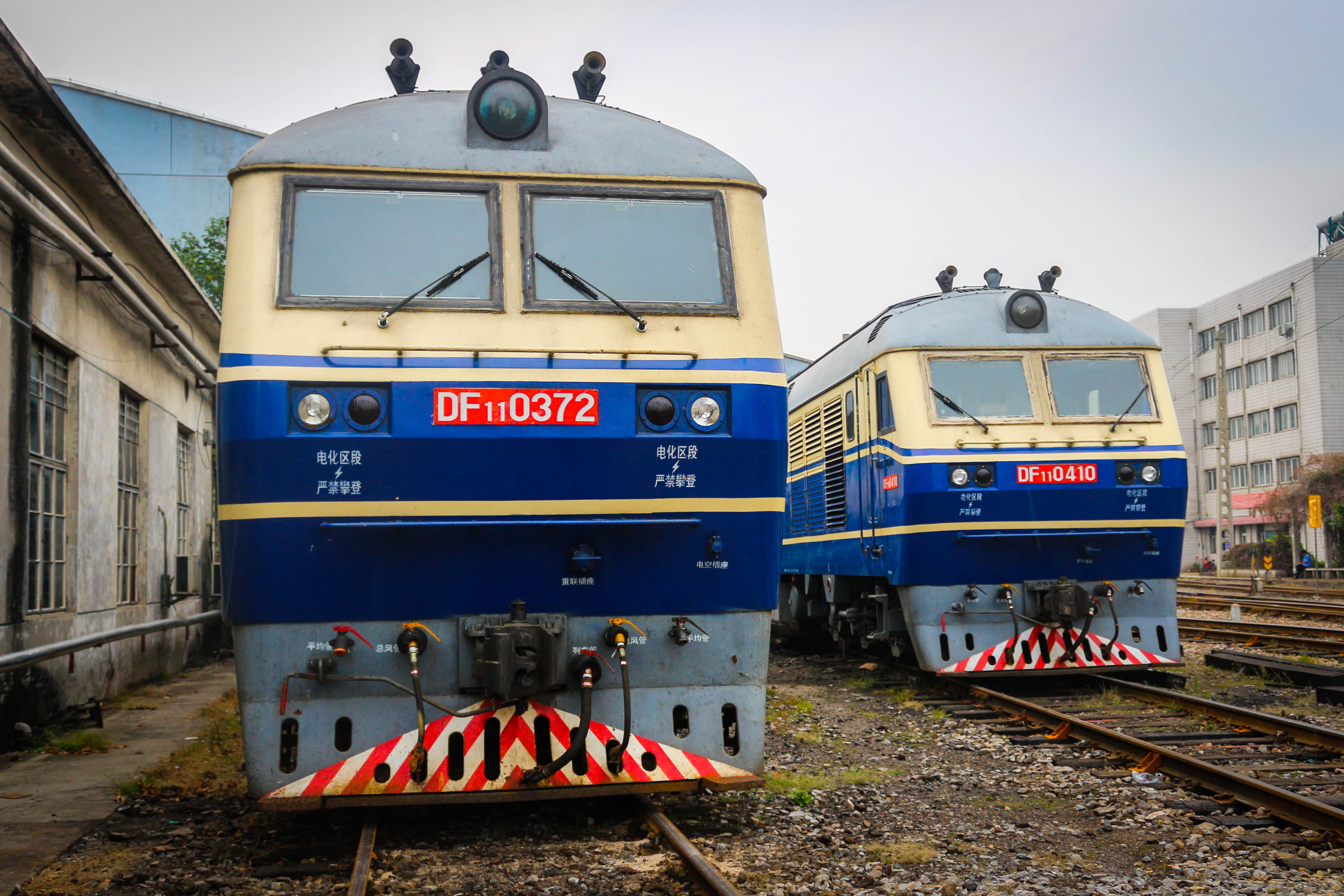
東風11型柴油機車于机务段宁西整备车间（2015年）
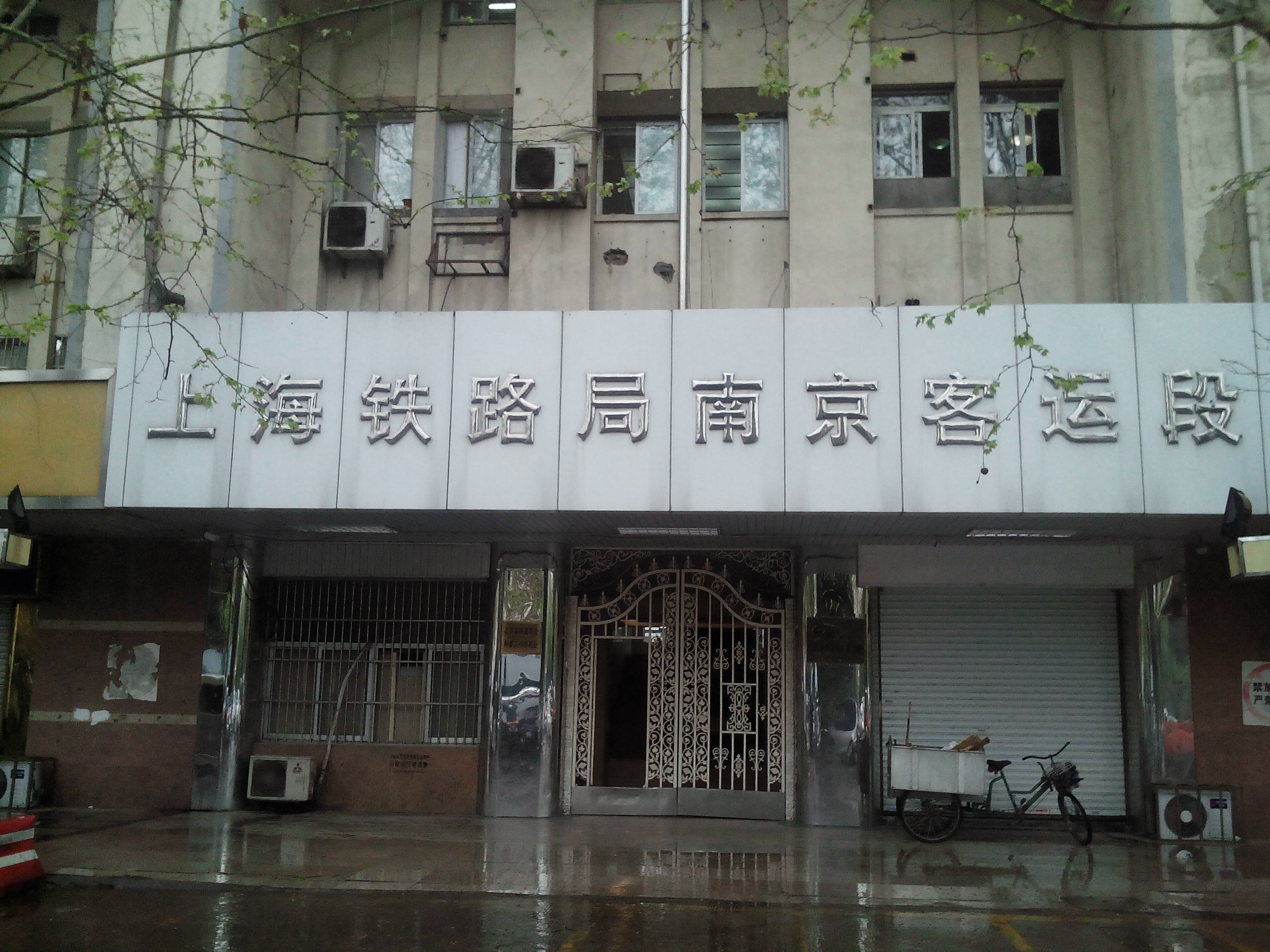
南客机关（2015年）

### 货场
南京西站共设有建宁路、郭家山、江边三座货场，办理整车、集装箱、集零为整混装货物业务，主要到发货品为钢铁、化工、饮食、其他及集装箱类，共设有20股道。南京海关下辖的金陵海关在建宁路货场设有查验点。

### 动车所
南京动车段南京动车运用所于位于大庙村郭家山货场南侧、南京站的西侧，建于2010年3月，6月29日投入运行。南京动车运用所主要负责沪宁城际高速铁路及宁启铁路部分动车组的一二级检修、运用和整备工作。
动车所部分由宋家埂调车场改建而成。宋家埂调车场建于1958年，原设有到发线6股、其他线13股。

## 事件
- 1946年6月23日，马叙伦、盛丕华、雷洁琼等11人组成的和平请愿团在抵达南京下关火车站后遭到国民党特务围殴受伤，史称“下关惨案”[6]。
- 1958年9月14日车站轮渡区下船的甲调机在9号道岔与由丙机顶送上船的车辆发生正面冲突，造成机车中破、3节货车大破并中断轮渡航行10小时53分[5]:591。
- 2024年1月11日晚，一名熊姓大三学生与同伴潜入南京西站，攀爬车辆端梯，登上车顶拍照，结果触电重伤。[24]

## 文物保护
2006年6月10日，车站站房建筑被南京市人民政府列为第三批南京市文物保护单位。

## 接驳交通

### 地铁
南京地铁南京西站是南京地铁5号线车站。

### 公交
| 南京西站 | 南京西站              | 南京西站              | 南京西站              | 南京西站              |
| 编号     | 路线                  | 路线                  | 路线                  | 备注                  |
| -------- | --------------------- | --------------------- | --------------------- | --------------------- |
| Y9       | 已于2025年1月11日停办 | 已于2025年1月11日停办 | 已于2025年1月11日停办 | 已于2025年1月11日停办 |
| 18       | 金域中央总站          | ⇆                     | 新街口·石鼓路         |                       |
| 53       | 农贸中心              | ⇆                     | 迈皋桥广场            |                       |
| 307      | 五马渡总站            | ⇆                     | 清江南路（越洋国际）  |                       |